# Rhyncholita
Rhyncholita is een geslacht van vlinders van de familie uilen (Noctuidae), uit de onderfamilie Hadeninae.

## Soorten
- R. atripuncta Hampson, 1910
- R. diaperas Hampson, 1918